# (9259) Janvanparadijs
(9259) Janvanparadijs (2189 T-2) – planetoida z pasa głównego asteroid okrążająca Słońce w ciągu 4,24 lat w średniej odległości 2,62 j.a. Odkryta 29 września 1973 roku.